# Pilar Fernández Carballedo
Pilar Fernández Carballedo (Trevías, Valdés (Asturias), 15 de mayo de 1939), está considerada como una destacada escultora y pintora española residente en Oviedo.

## Biografía
Su niñez trascurrió en la villa asturiana de Navelgas, en Tineo, donde sus padres tenían un negocio familiar (una sastrería). Se casó siendo muy joven y se trasladó a vivir a Montelloso de Calleras, también en Tineo, donde se inicia de un modo autodidacta en la escultura.
En 1965 recibe la  calificación de «Taller Protegido», por expertos de la Jefatura Nacional de Artesanía, que mantendría hasta finales de los años 70, y comienza a  considerarse  que sus esculturas tienen cierta «semejanza» con el prerrománico. Sus figuras recuerdan el figurativismo románico, estando dotadas de una ingenua sinceridad que les proporciona un gran atractivo.
Entre 1967 y 1969 se presenta a premios de escultura y realiza exposiciones diversas, así  obtuvo  el primer Premio de talla de madera y escultura en las exposiciones celebradas por la Obra Sindical de Artesanía en Luarca, Cornellana, Avilés y Oviedo en los siguientes años.
En 1970 expone en la Feria de Muestras de Gijón, en la casa de los Valdés. Posteriormente, expone en el Ateneo de Oviedo y en la Sala Jara.
En el año 1972 es seleccionada en la Segunda Feria Nacional de Artesanía y Turismo de Palma de Mallorca. En el año 1977 expone en Pola de Siero y en 1978 en la Sala Amigos de los Pueblos de Oviedo; en este mismo año expone en el Palacio de Congresos y Exposiciones de Madrid. En 1979 expone en la Sala Marola de Gijón y en el Centro Asturiano de Oviedo y en 1980 en la Caja de Ahorros de Valladolid.
Su trabajo se intensifica a partir de la década de los años 80, realizando sucesivas exposiciones, y llevando a cabo encargos  tanto de particulares como de instituciones y organismos oficiales, como el realizado por parte del Gobierno Civil, para el Príncipe D. Felipe, del  el escudo de Asturias, que fue entregado a éste el día de su investidura como Príncipe de Asturias en Covadonga; los escudos para las familias Cienfuegos de Gijón (Asturias) y Caballeros de Madrid, así como los escudos para los Ayuntamientos asturianos de Valdés, Tineo, Cangas de Narcea y Allande.  Durante esta década expone en el Centro Asturiano de México y en las galerías Kreisler de Madrid y Nueva York, y en 1997 muestra sus creaciones en el museo de la ONCE (Organización Nacional de Ciegos de España) de Madrid.

## Obra y reconocimiento

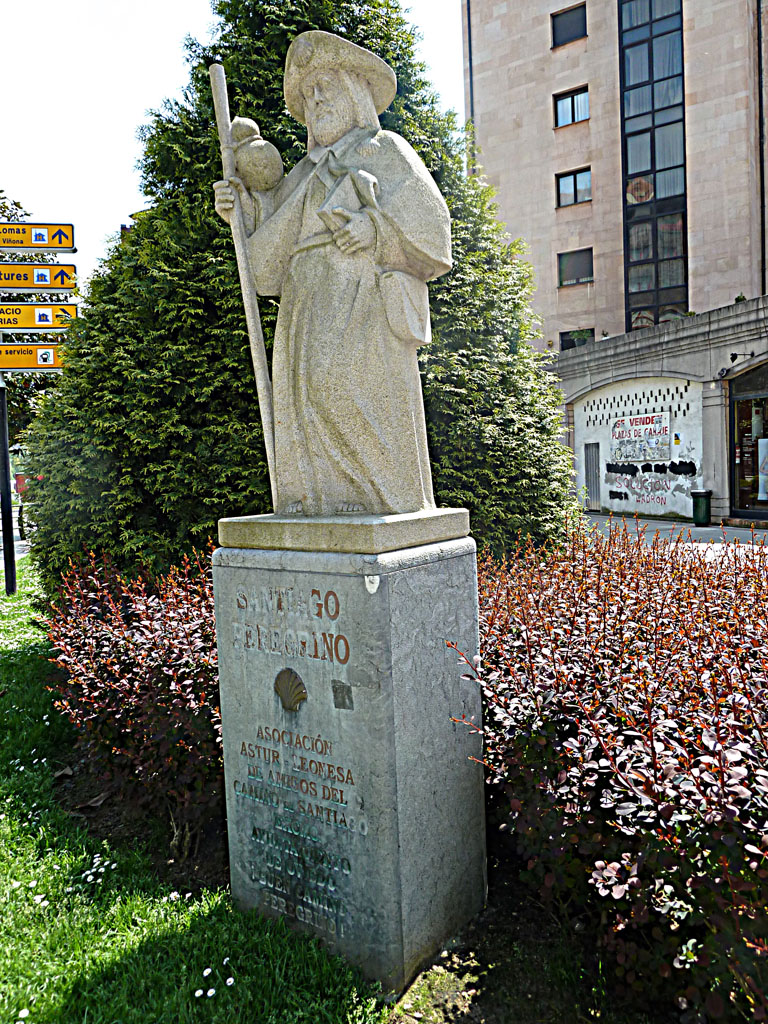
Santiago Peregrino, obra de Pilar Fernández Carballedo en Oviedo.

Se pueden encontrar obras suyas en destacadas colecciones particulares, entre las que destacan la colección particular del Rey D. Juan Carlos I, la del expresidente D. Adolfo Suárez, la de D. Manuel Fraga, D. José Aparicio, Sr. Mateu de Ros, colección Azcona, etc, así como en numerosos organismos oficiales.
También ha realizado muchos bustos como: el general Riego, Conde de Campomanes, etc.; escudos, y dos de sus obras, un Santiago Peregrino y una imagen de San Juan Bautista, realizadas en bronce, forman parte de la colección de esculturas urbanas  que se ubican por las calles de la ciudad de Oviedo.
Entre sus premios y distinciones destacan el título de Taller Protegido, el primer Premio de la Obra Sindical, el Lauro Tanit, la Cruz de la Victoria, el Premio Internacional a la Trayectoria Profesional y al Fomento a las Artes en Asturias o el Diploma de Honor del Ministerio de Cultura, entre otros.